# Kartaltepe, Küçükçekmece
Kartaltepe là một xã thuộc huyện Küçükçekmece, tỉnh Istanbul, Thổ Nhĩ Kỳ.